# László Ibrányi
 (octobre 2024).
Dans le nom hongrois Ibrányi László, le nom de famille précède le prénom, mais cet article utilise l’ordre habituel en français László Ibrányi, où le prénom précède le nom.
László Ibrányi de Ibrány et Vaja (Vajai és ibrányi Ibrányi László en  hongrois), né entre 1652 et 1659 et mort le 5 avril 1705, est un officier kuruc des XVIIe siècle-XVIIIe siècle. Il fut notamment capitaine de cavalerie (ezereskapitány) et colonel des princes Imre Thököly puis François II Rákóczi.

## Biographie
Après les combats menés auprès de Thököly, László Ibrányi est suspecté d'avoir participé à la Conjuration des Magnats et est emprisonné au château de Tokaj en 1682. Colonel impérial, il prête serment de fidélité à l'empereur en 1685, est magistrat du comitat de Szabolcs jusqu'en 1689 puis membre de la Table royale (táblai ülnök) de 1691 à 1696. Il rejoint Rákóczi dans sa guerre d'Indépendance le 6 août 1703 comme capitaine de cavalerie et devient le même mois commandant des armées autour de la Tisza. Il tombe le 5 avril 1705 lors de la bataille de Jánosháza (ou des suites de ses blessures selon les sources) où il est enterré par le général impérial János Pálffy. Cette attaque inattendue et la force écrasante des Labancs détruisirent la plupart des soldats de son régiment.
Membre de la Ibrányi de Vaja, il était l'époux de Éva Bélaváry, dont 6 enfants, puis de Judit Csathó de Füge, sans descendance.